# Corinthian Club
 (février 2023).
 
Le Corinthian Club est un club privé situé à Ingram Street, Glasgow, en Écosse. Il est installé dans l'ancien bâtiment de la banque qui, sous le nom de Lanarkshire House, est devenu le siège du Lanarkshire County Council. C'est un bâtiment classé de catégorie A.

## Histoire
Le bâtiment d'origine sur le site était une maison connue sous le nom de Virginia Mansion qui a été commandée par le marchand de tabac de Glasgow, George Buchanan de Mount Vernon, et a été achevée en 1752. Il a été acquis par Alexander Spiers d'Elderslie en 1770 puis, après être passé entre les mains de plusieurs autres riches marchands, il a été acheté et remodelé pour servir de siège à la Glasgow and Ship Bank, qui était auparavant basée à Virginia Street.
Le remodelage a été réalisé en style maniériste en utilisant de la pierre de taille et a été achevé en 1842. En 1843, la Glasgow and Ship Bank fusionna avec la Bank of Scotland et le bâtiment devint alors le siège de la banque fusionnée.
Le bâtiment a été modifié à l'intérieur pour créer une salle de lecture selon un dessin de James Salmon en 1853, puis reconfiguré selon un dessin de John Burnet entre 1876 et 1879,. À l'intérieur, les pièces principales étaient la salle de lecture, qui comportait un plafond voûté élaboré, la salle des lingots, qui comportait un plafond voûté en berceau, et la salle des commis.
Après le déménagement de la banque dans la rue St Vincent dans les années 1920, le conseil du comté de Lanarkshire, qui était basé dans les bâtiments du comté de Wilson Street, a emménagé dans le bâtiment et l'a renommé Lanarkshire House en 1930. L'ancien magasin de lingots a été converti en salle d'audience qui a été utilisée pour créer une capacité supplémentaire pour les audiences du tribunal du shérif. Le conseil de comté a déménagé dans les bâtiments du comté de Lanark à Hamilton en 1964, mais le bâtiment a continué à être utilisé comme palais de justice jusqu'à ce que le service judiciaire déménage en 1997. Le bâtiment a ensuite été acquis par un promoteur, King City Leisure, qui, en 1999, l'a restauré et transformé en un club privé connu sous le nom de Corinthian Club,,.